# Chalkanoras Idaliou
Chalkanoras Idaliou (tiếng Hy Lạp: Χαλκάνορας Ιδαλίου) là một câu lạc bộ bóng đá Síp đang thi đấu ở Cypriot Second Division. Đội bóng thành lập năm 1948, có trụ sở ở làng Dali ở quận Nicosia. Câu lạc bộ từng thi đấu 2 mùa giải ở Cypriot First Division; vào các mùa 1976–77 và 1977–78.

## Đội hình hiện tại
Ghi chú: Quốc kỳ chỉ đội tuyển quốc gia được xác định rõ trong điều lệ tư cách FIFA. Các cầu thủ có thể giữ hơn một quốc tịch ngoài FIFA.
| Số | VT | Quốc gia     | Cầu thủ                      |
| -- | -- | ------------ | ---------------------------- |
| 1  | TM | Cộng hòa Síp | Giorgos Loizou               |
| 2  | HV | Cộng hòa Síp | Nestoras Tzepras             |
| 3  | TV | Cộng hòa Síp | Rafaellos Georgiou           |
| 4  | HV | Cộng hòa Síp | Michalis Demosthenous        |
| 5  | HV | Cộng hòa Síp | Theofanis Lagos (Đội trưởng) |
| 6  | HV | Cộng hòa Síp | Chrysovalantis Panayiotou    |
| 7  | TV | Cộng hòa Síp | Filippos Paoullis            |
| 8  | TV | Cộng hòa Síp | Evgenios Antoniou            |
| 10 | TV | Cộng hòa Síp | Panayiotis Efthymiadis       |
| 11 | TĐ | Cộng hòa Síp | Adamos Rodosthenous          |
| 12 | TV | Cộng hòa Síp | Pavlos Filippou              |
| 13 | TV | Cộng hòa Síp | Anthos Therapontos           |
| 14 | HV | Cộng hòa Síp | Sotiris Ptinis               |

| Số | VT | Quốc gia     | Cầu thủ                |
| -- | -- | ------------ | ---------------------- |
| 15 | HV | Cộng hòa Síp | Michalis Solomontos    |
| 16 | HV | Cộng hòa Síp | Michalis Christodoulou |
| 17 | TĐ | Cộng hòa Síp | Theodosis Kyprou       |
| 19 | TV | Cộng hòa Síp | Giorgos Venizelou      |
| 20 | TV | Cộng hòa Síp | Alexandros Christofi   |
| 21 | TV | Cộng hòa Síp | Stefanos Chrysos       |
| 22 | HV | Cộng hòa Síp | Loizos Solonos         |
| 23 | HV | Cộng hòa Síp | Sokratis Papasokratous |
| 24 | TV | Cộng hòa Síp | Andreas Kallis         |
| 25 | HV | Cộng hòa Síp | Andreas Andreou        |
| 26 | TM | Cộng hòa Síp | Yiannis Ioannou        |
| 27 | TM | Cộng hòa Síp | Loizos Georgiades      |
| 28 | TM | Cộng hòa Síp | Petros Ioannou         |

Đối với chuyển nhượng gần đây, xem Danh sách chuyển nhượng bóng đá Síp hè 2017.

## Thành tích
- Vô địch Cypriot Second Division: 1

1976
- Vô địch Cypriot Third Division: 2

1999, 2010
- Vô địch Cúp bóng đá Síp cho các hạng thấp hơn: 1

2010